# Victory Road (2009)
Victory Road 2009 s'est déroulé le 19 juillet 2009 dans le TNA Impact! Zone à Orlando, Floride. Il s'agit du cinquième évènement dans la chronologie Victory Road.

## Contexte
Les spectacles de la Total Nonstop Action Wrestling en paiement à la séance sont constitués de matchs aux résultats prédéterminés par les scénaristes de la TNA. Ces rencontres sont justifiées par des storylines - une rivalité avec un catcheur, la plupart du temps - ou par des qualifications survenues dans les émissions de la TNA telles que TNA Xplosion et TNA Impact!. Tous les catcheurs possèdent un gimmick, c'est-à-dire qu'ils incarnent un personnage face (gentil), heel (méchant) ou tweener (neutre, apprécié du public), qui évolue au fil des rencontres. Un pay-per-view comme Victory Road est donc un évènement tournant pour les différentes storylines en cours.

## Matchs et résultats
- TNA Women's Knockout Championship (7:02)
  - Angelina Love bat Tara (c) et remporte le TNA Women's Knockout Championship
- Matt Morgan bat Daniels dans un match simple (10:31)
- Abyss bat Dr. Stevie dans un match sans diqualifications (9:51)
- IWGP Tag Team Championship (10:16)
  - Team 3D(c) bat la British Invasion pour conserver les IWGP Tag Team Championship
- Jenna Morasca bat Sharmell en match simple (5:49)
- TNA Legends Championship (14:07)
  - Kevin Nash bat AJ Styles (c) pour remporter le TNA Legends Championship
- Samoa Joe bat Sting (11:36)
- TNA World Heavyweight Championship (14:06)
  - Kurt Angle (c) bat Mick Foley pour conserver le TNA World Heavyweight Championship. Ce PPV a été élu Pire PPV de l'année par la PGW[réf. nécessaire].